# Дефолт (финанси)
Вижте пояснителната страница за други значения на Дефолт.
Дефолт (на английски: default – неизпълнение на задължение, отсъствие, недостиг) в областта на финансите означава неизпълнение на договор за заем, т.е. неплащане своевременно на лихви и/или главницата по дългови задължения.
Терминът е синоним на неплатежоспособност (водеща до несъстоятелност) по българското търговско право, но се отнася и за по-широк от търговците кръг длъжници.

## Длъжници
Дефолт (неплатежоспособност) може да се обявява както от физически лица (граждани), юридически лица (търговски дружества и други организации), така и от държави („суверенен дефолт“), неспособни да обслужват всички или част от своите задължения.
Корпоративният дефолт е важно понятие в търговското право, явявайки се от една страна защитен механизъм за компаниите, изпитващи временни финансови затруднения (защита от враждебно поглъщане и пр.), а от друга страна защитава кредиторите от неизпълнение от длъжниците на задълженията им по заема.
Ярък пример на суверенен дефолт е дефолтът от 17 август 1998 г. на правителството на Русия, обявило за прекратяване на плащанията по редица задължения, включително държавни облигации, станал повод за избухване на тежка и продължителна икономическа криза в страната. Държавен дефолт е обявен също в Уругвай (2003), Аржентина (2001), Мексико (1994), Северна Корея (1987).

## Видове

### Обикновен дефолт
Обикновеният (окончателен) дефолт е невъзможност на заемополучателя да изпълни своите задължения. Това означава банкрут на заемополучателя. Ако неплатежоспособност обявява компания, то се открива производство по несъстоятелност. Ако длъжникът е физическо лице, то действията към него се регулират от националното законодателство, като често обикновените граждани се защитават от закона. Ако дефолт е обявила държава, то дълговете подлежат на регулиране на международно равнище.

### Технически дефолт
Техническият (временен) дефолт възниква въпреки волята на емитента (заемополучателя) поради отсъствие на възможност за плащане. За такава форма на дефолт се говори, когато заемополучателят не спазва условията за плащане по договора за заем, но може да изпълни задълженията си по договора в бъдеще. Прецедентът подлежи на регулиране в зависимост от причините за дефолта и възможностите за уреждане на дълга в бъдеще по споразумение между страните и в съответствие със законодателството в страната. Често техническият дефолт не води до банкрут на длъжника.

## Разширение
Събитията от финансовата криза от 1998 г. в Русия водят до разширение на значението на термина извън сферата на финансите.
В широко определение на термина се обозначава и отказ на правителство да следва по-рано приети безусловни задължения – плащания по държавни заеми, но също изпълнение на други (дипломатически, търговски) договори и споразумения.